# Philippe du Plessis-Mornay

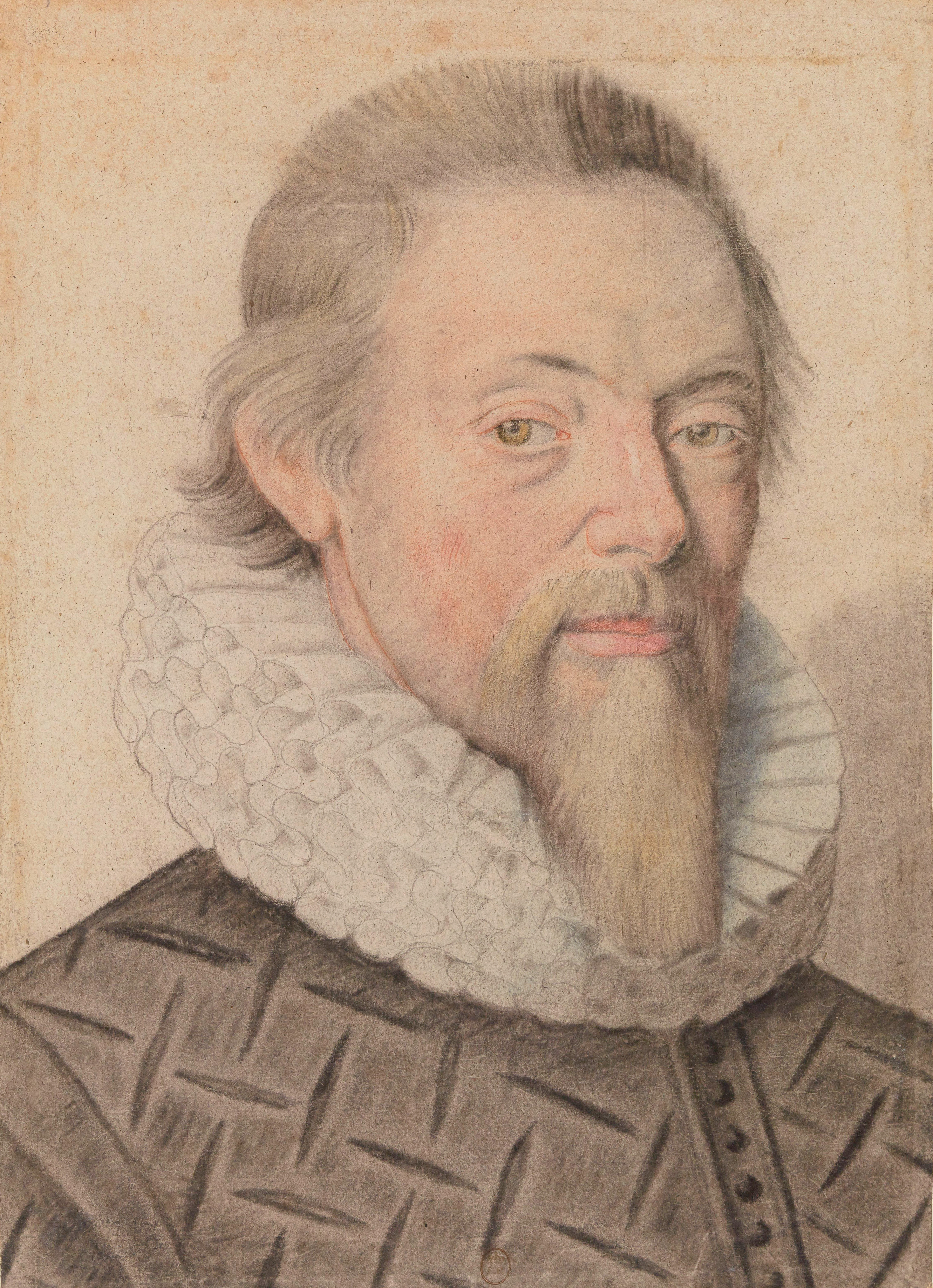
Duplessis-Mornay

Philippe du Plessis-Mornay (Buhy, 5 november 1549 - La Forêt-sur-Sèvre, 11 november 1623), soms ook geschreven als Philippe du Plessis Mornay, of Philippe Duplessis-Mornay, of Philippe de Mornay, seigneur du Plessis–Marly of Philippe Mornay du Plessis, was een Frans protestants theoloog en staatsman, leider van de hugenoten en een prominente monarchomach.

## Biografie
Philippe du Plessis-Mornay werd geboren in het Normandische Buhy en door de invloed van zijn protestantse moeder ging hij rechten en Hebreeuws studeren in Heidelberg. Na de dood van zijn vader in 1559 werd hij protestants en na zijn studie in Parijs diende hij onder Hendrik I van Bourbon-Condé in de Tweede Franse Godsdienstoorlog. Hij overleefde in 1572 ternauwernood de Bartholomeusnacht door naar Engeland te vluchten.
Vervolgens ging Mornay werken voor Frans van Anjou en namens hem trad hij in contact met Lodewijk van Nassau over eventuele steun van de hertog aan de militaire campagnes in de Nederlanden. In 1576 trad hij in dienst van koning Hendrik van Navarra en deze zag het belang in van het slagen van de Nederlandse Opstand en leende daarom Mornay tot aan het jaar 1582 met enige regelmaat uit aan Willem van Oranje. Mornay schreef in 1576 het pamflet Aux estats et seigneurs des Pays-Bas dat gericht was tegen de Spaanse tirannie.
In 1589 werd Mornay aangesteld als gouverneur van Saumur waar hij een protestantse kerk liet bouwen en in 1593 een protestantse academie oprichtte. Hij bleef in zijn activiteiten zoeken naar religieuze tolerantie en hij was betrokken bij de totstandkoming van het Edict van Nantes in 1598. Toen de vervolgingen van protestanten weer op gang kwam tijdens de regering van Lodewijk XIII van Frankrijk werd zijn gouverneurschap hem ontnomen en ging Mornay met pensioen. Hij leefde tot aan zijn dood in zijn kasteel in de Poitou.

## Werken
Mornay wordt genoemd als de mogelijke auteur van Vindiciæ contra tyrannos, (De rechtshandhaving tegenover tirannen), verschenen in 1579 onder het pseudoniem Stephanus lunius Brutus. De meest waarschijnlijke hypothese over het auteurschap hiervan is dat Hubert Languet de eerste versie schreef en dat deze het gaf aan Mornay die de tekst flink herzien heeft en het publicatie klaar maakte.
Hij schreef mee aan de Apologie van Willem van Oranje in 1580.
- Bibsys: 90880572
- Bibliothèque nationale de France: cb11925758q (data)
- Biografisch Portaal: 50560180
- CiNii: DA06026834
- Digitale Bibliotheek voor de Nederlandse Letteren: morn001
- Gemeinsame Normdatei: 118584200
- International Standard Name Identifier: 0000 0001 0927 3134
- Library of Congress Control Number: n82119535
- Nationale Bibliotheek van Tsjechië: jx20050411004
- Nationale bibliotheek van Australië: 35869060
- Nationale Bibliotheek van Israël: 987007265523905171
- Nationale en Universitaire bibliotheek Zagreb: 000461342
- Nederlandse Thesaurus van Auteursnamen: 069165017
- Réseau des bibliothèques de Suisse occidentale: 02-A000116134
- Istituto Centrale per il Catalogo Unico: BVEV036988
- LIBRIS: 225221
- SNAC: w6ms6wqs
- Système universitaire de documentation: 027151786
- Trove: 1123705
- Virtual International Authority File: 95235826
- WorldCat: E39PBJjxpVcMYk47GyxRmcM3wC